# Стиль Наполеона III

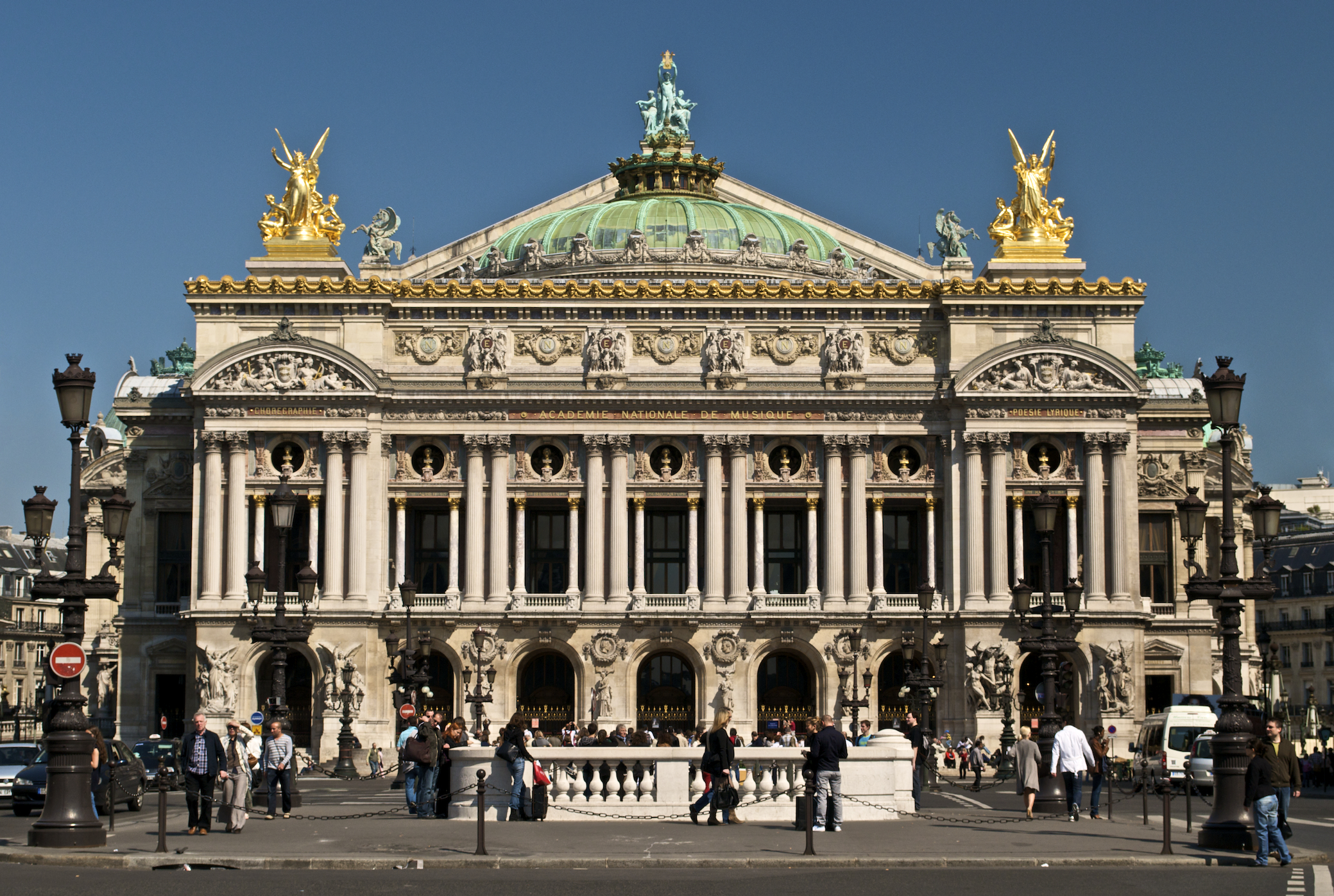
Здание Парижской оперы (Оперы Гарнье). Южный фасад. 1860—1875

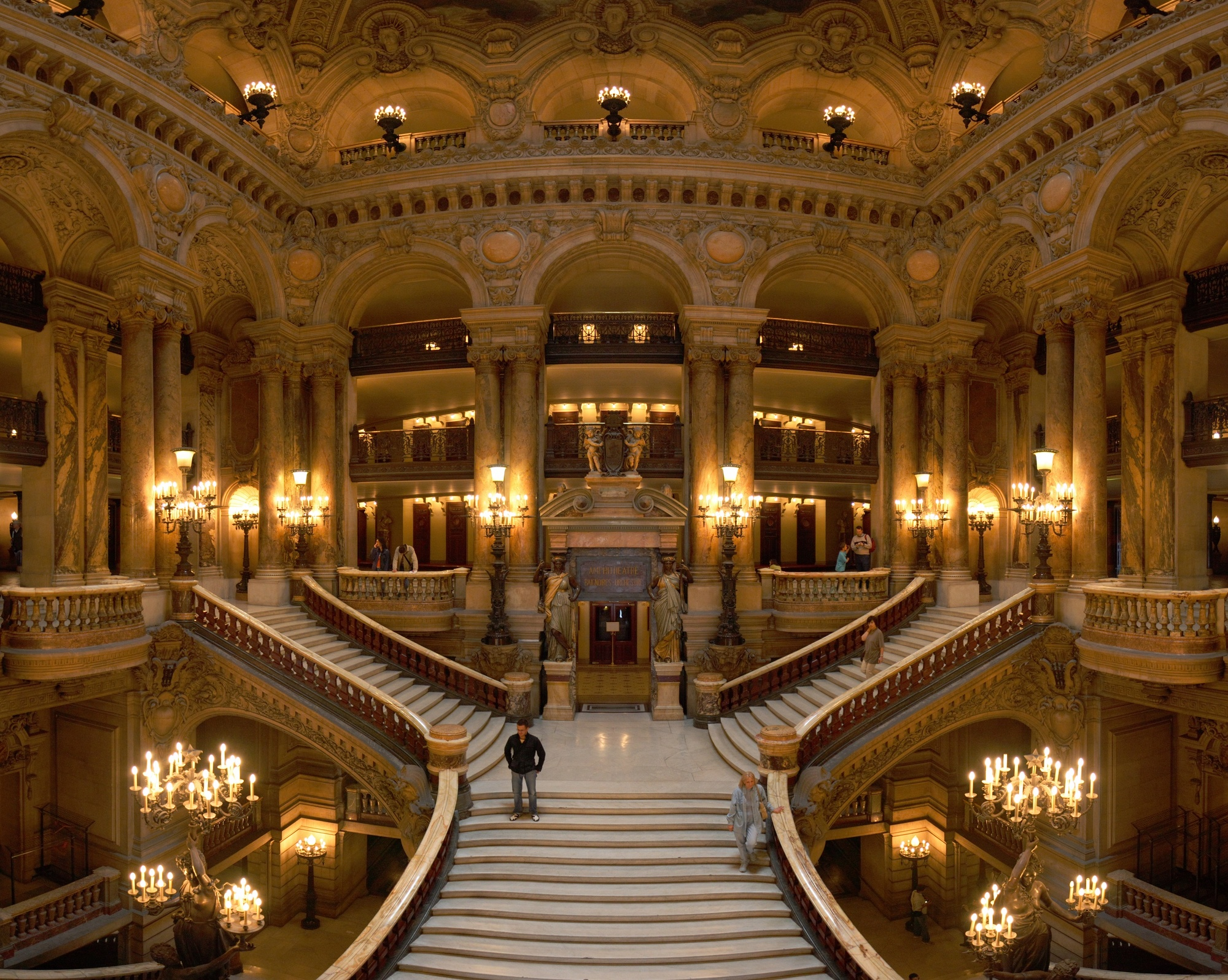
Парадная лестница Оперы Гарнье

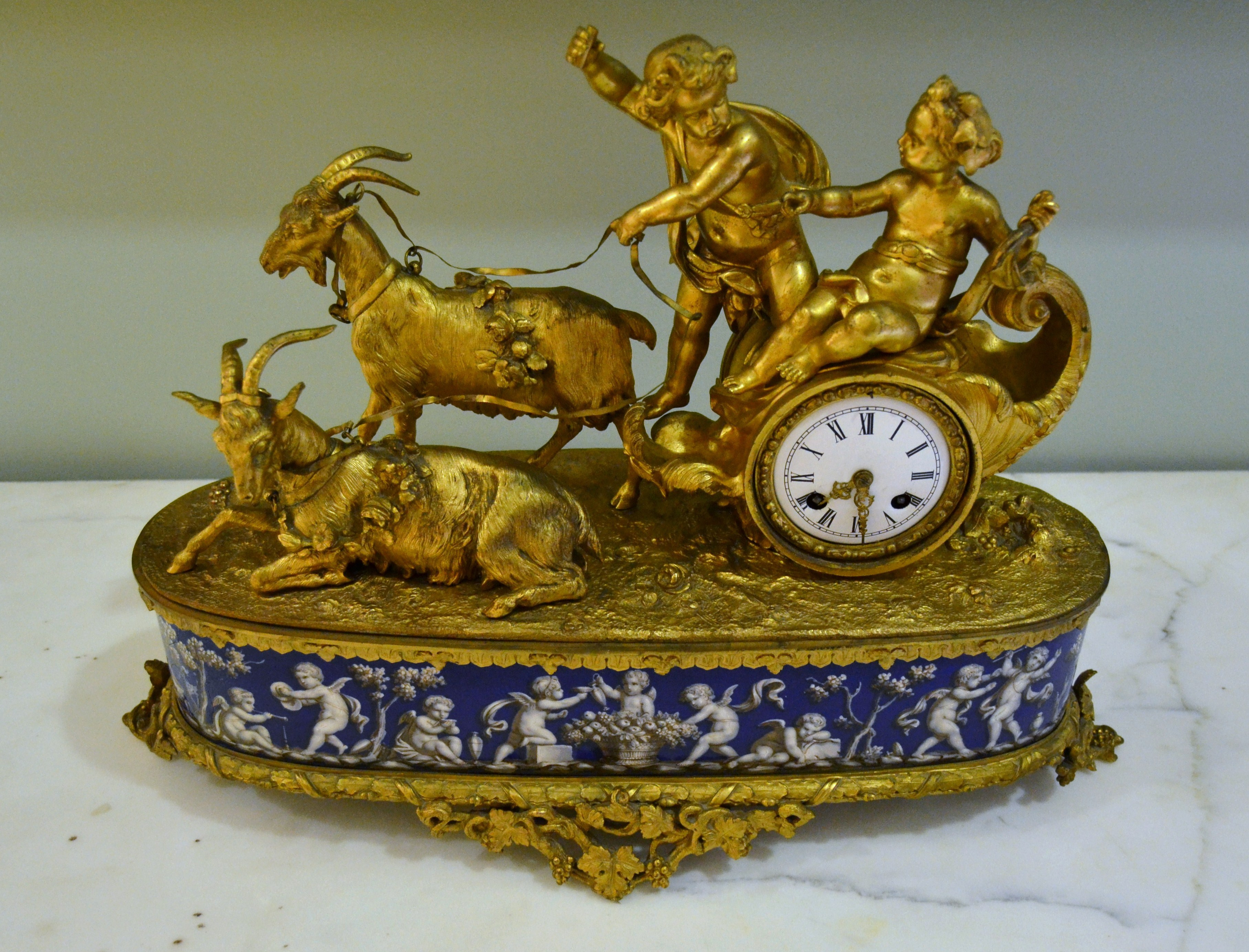
Часы-колесница в стиле Наполеона III. 1870

Стиль Наполеона III (фр. style Napoléon III), или Стиль Второй Империи, Второй ампир — один из неостилей периода историзма, сложившийся во Франции в период Второй империи (1852—1870), главным образом в Париже.

## История
В 1848 году в ходе революции бесславно закончилась июльская монархия Луи Филиппа и на выборах президента республики неожиданно победил племянник Наполеона Бонапарта принц Луи-Наполеон Бонапарт. В 1852 году была провозглашена Вторая империя и Луи Бонапарт стал императором под именем Наполеона III.
Империя просуществовала до 1870 года, почти двадцать лет. Покровителями искусства в эти годы были сам император и императрица Евгения, желавшие как можно скорее предать забвению неорококо периода Реставрации Бурбонов и вдохнуть новую жизнь в помпезное искусство первой империи своего великого предшественника Наполеона Бонапарта. Но времена были иными. Аристократия сожалела о былой роскоши, а у новой буржуазии не было смелости и действительных оснований для создания нового стиля. Мировоззрение историзма неизбежно склоняло к ретроспективизму, вторичности и эклектизму. Императрица считала себя поклонницей королевы Марии-Антуанетты и стремилась ввести моду на неоклассицизм периода правления короля Людовика XVI. В соединении с элементами наполеоновского ампира, архитектуры итальянского Возрождения и барокко этот стиль составил основу второго ампира во Франции.
Эклектичность стиля Второй империи стала главной причиной того, что в отечественной и западноевропейской историографии этот стиль именуют по-разному: неоренессансом, необарокко, вторым ампиром. Эти названия появлялись в 1860—1880-х годах, когда различные неостили, чаще в их смешанных вариантах, получали широкое распространение во многих странах Европы. Поэтому формирование стиля второй империи во Франции часто считают началом всеевропейского периода эклектики в искусстве, прежде всего в архитектуре и в оформлении престижных интерьеров.

## Стиль Второй империи в архитектуре
Символичным можно считать восстановление статуи Наполеона Бонапарта на вершине Вандомской колонны, в Париже ещё в 1833 году при Луи-Филиппе, после её уничтожения в 1814 году. Но подлинным художественным символом Второй империи стало огромное здание Парижской оперы, возведённое по проекту архитектора Шарля Гарнье в 1860—1875 годах.  На первом этапе конкурса Гарнье был одним из 170 участников. На втором этапе проект Гарнье был выбран за «редкие и превосходные качества в прекрасном распределении планов, монументальном и характерном аспекте фасадов и секций» . В этом здании причудливо соединились элементы, типичные для архитектуры итальянского Возрождения, стиля Людовика XIV, сдвоенные колонны с аркадами, характерные для палладианства, по-барочному тяжёлый декор и необычной формы купол. Фасад украсили скульптурные группы работы Ж.-Б. Карпо и А.-Э. Каррье-Беллёза. В оформлении интерьеров: зрительного зала, фойе и парадной лестницы, Гарнье использовал мраморы разноцветных пород, золочёную бронзу, мозаики, росписи, ковры, зеркала… Когда императрица Евгения, поражённая столь щедрой роскошью, спросила у архитектора: «Что же это за стиль?» — Гарнье, не растерявшись, ответил: «Это стиль Наполеона III и императрицы Евгении» .
Другое, характерное для этого периода, парижское здание — церковь Св. Троицы, архитектора Т. Баллю в 1861—1867 годах. В 1852—1868 годах Л. Висконти и Э.-М. Лефюэль перестраивали Лувр. Они создали помпезный Двор Наполеона, сохранившийся до наших дней. Многие здания в центре Парижа —доходные дома, отели, банки, вокзалы — были построены или перестроены именно в это время. И сейчас характерный архитектурный образ Парижа с высокими мансардными кровлями, «ленточными балконами» и аркадами, например на улице Риволи, складывается в нашем представлении благодаря этим перестройкам.
В 1853—1869 годах барон Ж. Э. Осман, префект департамента Сена, по поручению Наполеона III разработал и частично осуществил генеральный план перестройки центра Парижа. За это его прозвали «муниципальным Людовиком XIV». Столь грандиозное предприятие было первым в истории европейской архитектуры.

## Стиль Второй империи в других видах искусства
Одним из символов «стиля Второй Империи» стала знаменитая статуя Свободы, высотой 46 метров (с пьедесталом 93 метра), модель которой была выполнена французским скульпторомФ.-О. Бартольди. Модель и фрагмент в натуральную величину демонстрировали на Всемирной выставке в Париже в 1878 году. В 1886 году статуя была подарена правительством Франции Соединённым Штатам Америки. Статую собирали из медных листов на каркасе, сначала в Париже с 1875 года, а затем на острове в гавани Нью-Йорка. Конструкцию каркаса разработал инженер Г. Эйфель. Когда работы только начинались, в Парижской опере состоялся вечер, посвящённый сбору средств на создание статуи. Композитор Ш. Гуно по этому случаю написал ораторию «Свобода». Хронологически статуя «Свобода, освещающая мир» относится к следующему периоду развития французского искусства, времени Третьей республики, но в стилевом отношении это типичное произведение второго ампира: античные одеяния, пафосная аллегория, академическая холодность и претензия на величие.
Имперские устремления власти и жажда роскоши в придворных кругах породили моду на псевдоампирные вещи, громоздкую мебель, пышные занавеси, резьбу и позолоту в интерьерах. Дворцовая мебель в «большом стиле» эпохи Людовика XIV, сочеталась с пышными «блонделевскими» рамами для картин, гипс и дерево тонировали под бронзу, а на новую бронзу наносили искусственную патину «под старину». Мастера-керамисты подражали изделиям прошлого: фаянсам Сен-Поршера, итальянской майолике эпохи Возрождения.
Вторую империю прославили скульпторы, многие из которых работали в сотрудничестве с архитекторами при реализации крупных проектов, таких как здание Оперы Гарнье, а также в мелкой пластике в бронзе, терракоте и фарфоре для жилых и парадных интерьеров: Франсуа Рюд, Антуан, Бари, Ж.-Б. Карпо, Альбер-Эрнест Каррье-Беллёз, Александр Фальгьер, Эмманюэль Фремье, Жюль Далу и многие другие.
В живописи периода Второй империи были в моде стилизации под античность и неостиль «à la greque», изображения нимф, наяд и соблазнительных куртизанок. Страсть к экзотике сочеталась с банальностью вкусов и откровенной пошлостью. Ажиотаж на открытии парижских Салонов вызывали картины «Римляне времён упадка» Т. Кутюра (1847), «Рождение Венеры» А. Кабанеля (1863). «Венеру» Наполеон приобрёл для своей личной коллекции. Популярными академическими и салонными мастерами были А.-В. Бугро, Ж. Лефевр, Ж.-Л. Жером, Ш. Шаплен.
Императору Наполеону III принадлежит инициатива открытия в 1863 году Салона отверженных для показа произведений молодых живописцев, отвергнутых жюри официального Салона.